# Dwaj panowie Kissel
Dwaj panowie Kissel (ang. The Two Mr. Kissels) – amerykański film obyczajowy z 2008 roku w reżyserii Eda Bianchiego. Wyprodukowany przez Dan Wigutow Production.

## Opis fabuły
Sprzedawca nieruchomości Andrew Kissel (John Stamos) zostaje zamordowany. Mężczyzna wspomina swoje życie i kontakty z młodszym bratem, Robertem (Anson Mount), z którym nieustannie konkurował o uwagę i uznanie ojca. Zacięta rywalizacja obu mężczyzn doprowadziła do upadku.

## Obsada
- John Stamos jako Andrew Kissel
- Anson Mount jako Robert Kissel
- Robin Tunney jako Nancy Kissel
- Gretchen Egolf jako Haley Kissel
- Chuck Shamata jako Bill Kissel
- Tea Jacobson jako Deborah Kissel
- London Angelis jako młody Andrew Kissel
- John Fleming jako młody Robert Kissel
- Elizabeth Hart jako młody Deborah Kissel
- Carlos Gonzalez-Vio jako Juan Castillo